# Mlok černý
Mlok černý (Salamandra atra) nebo také mlok alpský je druh obojživelníka z řádu ocasatých, který obývá Alpy a Dinárské hory.

## Popis
Dosahuje délky od 9 do 16 centimetrů, váží okolo deseti gramů. Je celý leskle černý, jen v okolí italského Asiaga žije geografický poddruh Salamandra atra aurorae, který má na hřbetě zlatožluté skvrny, někdy splývající v souvislý pruh. Obývá vlhké horské lesy převážně v blízkosti potoků v nadmořské výšce od 600 do 2800 metrů. Drží se na stálém stanovišti, je aktivní převážně v ranních hodinách od dubna do října, po zbytek roku hibernuje. Živí se hmyzem, plži a žížalami. Přirozené nepřátele nemá vzhledem k jedovatému sekretu, který vylučuje pokožkou.
Vzhledem k nedostatku vhodných vodních ploch pro vývoj larev v jeho biotopu je mlok černý vejcoživorodý: vejce se vyvíjejí v těle samičky, která po rok trvající graviditě rodí zpravidla dvě plně vyvinutá mláďata, dosahující poloviny délky dospělého jedince. Ve vyšších horských polohách se doba březosti může prodloužit až na dva nebo tři roky. Mlok černý se může dožít až patnácti let.

## Galerie

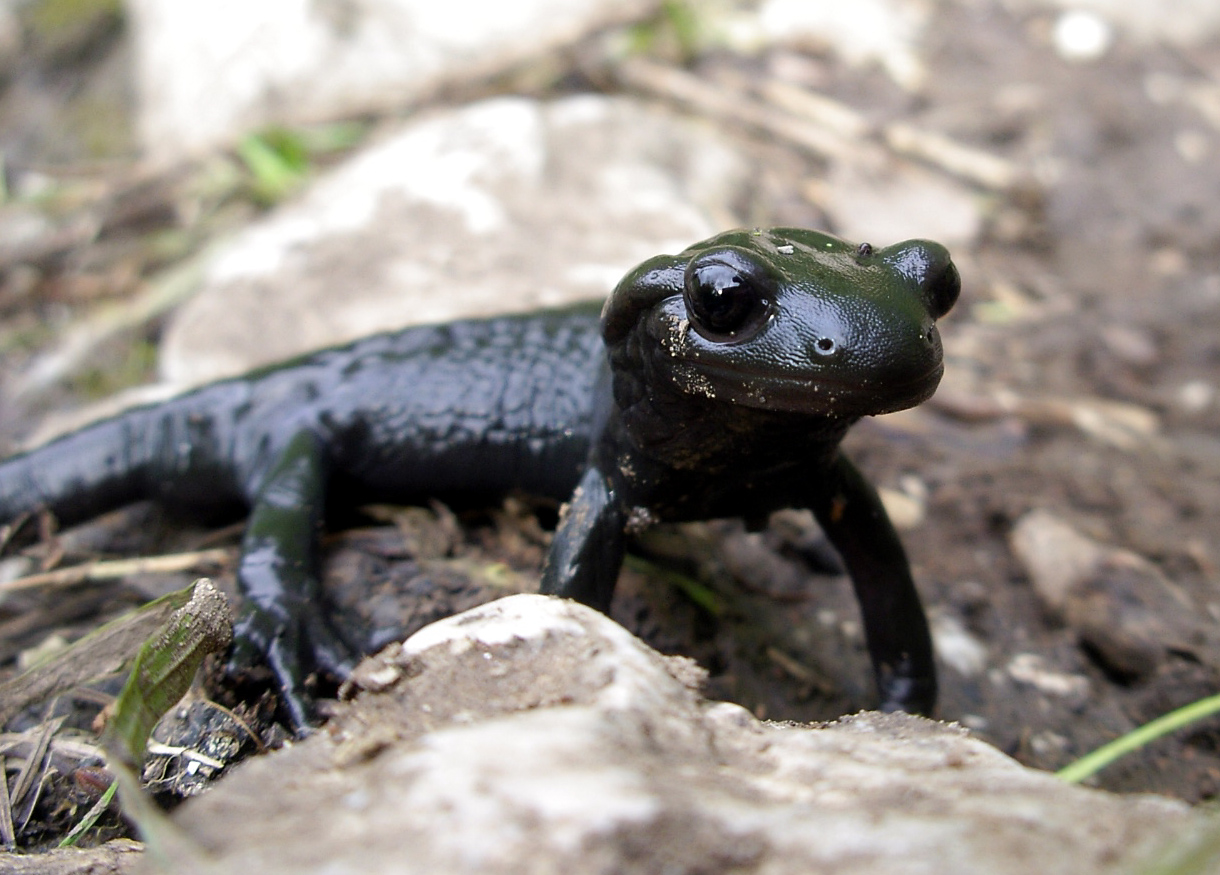
Mlok černý (1)
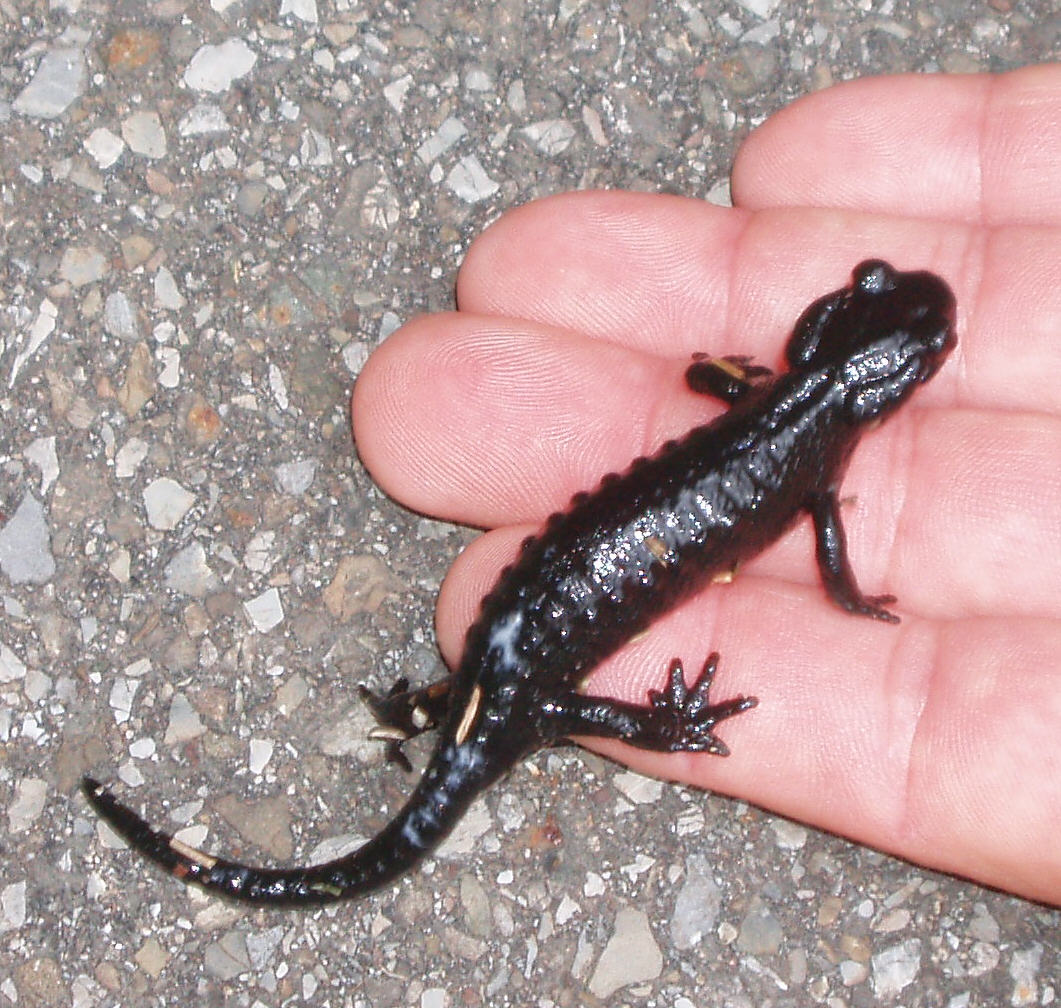
Mlok černý (2)
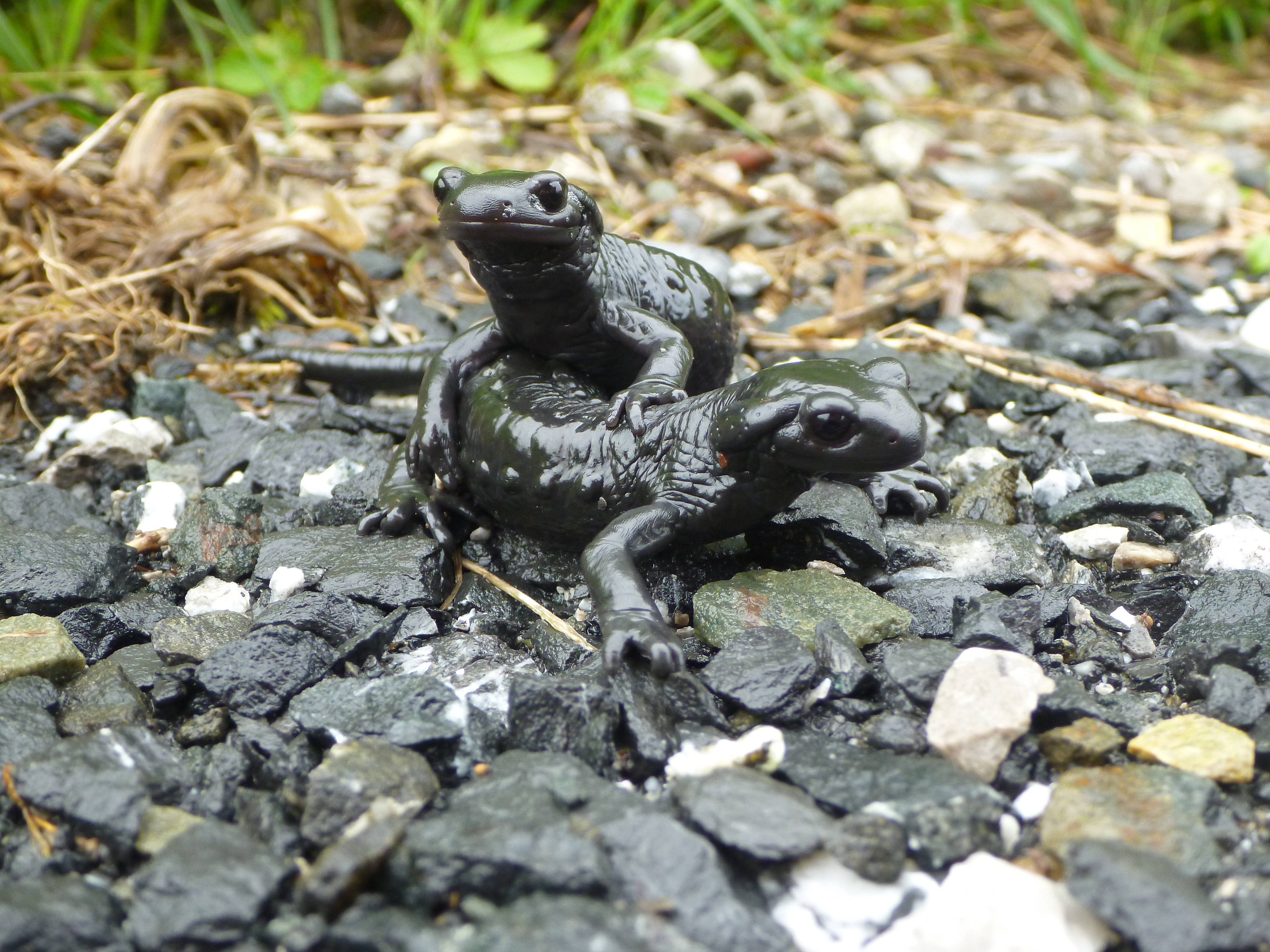
Mlok černý (3)
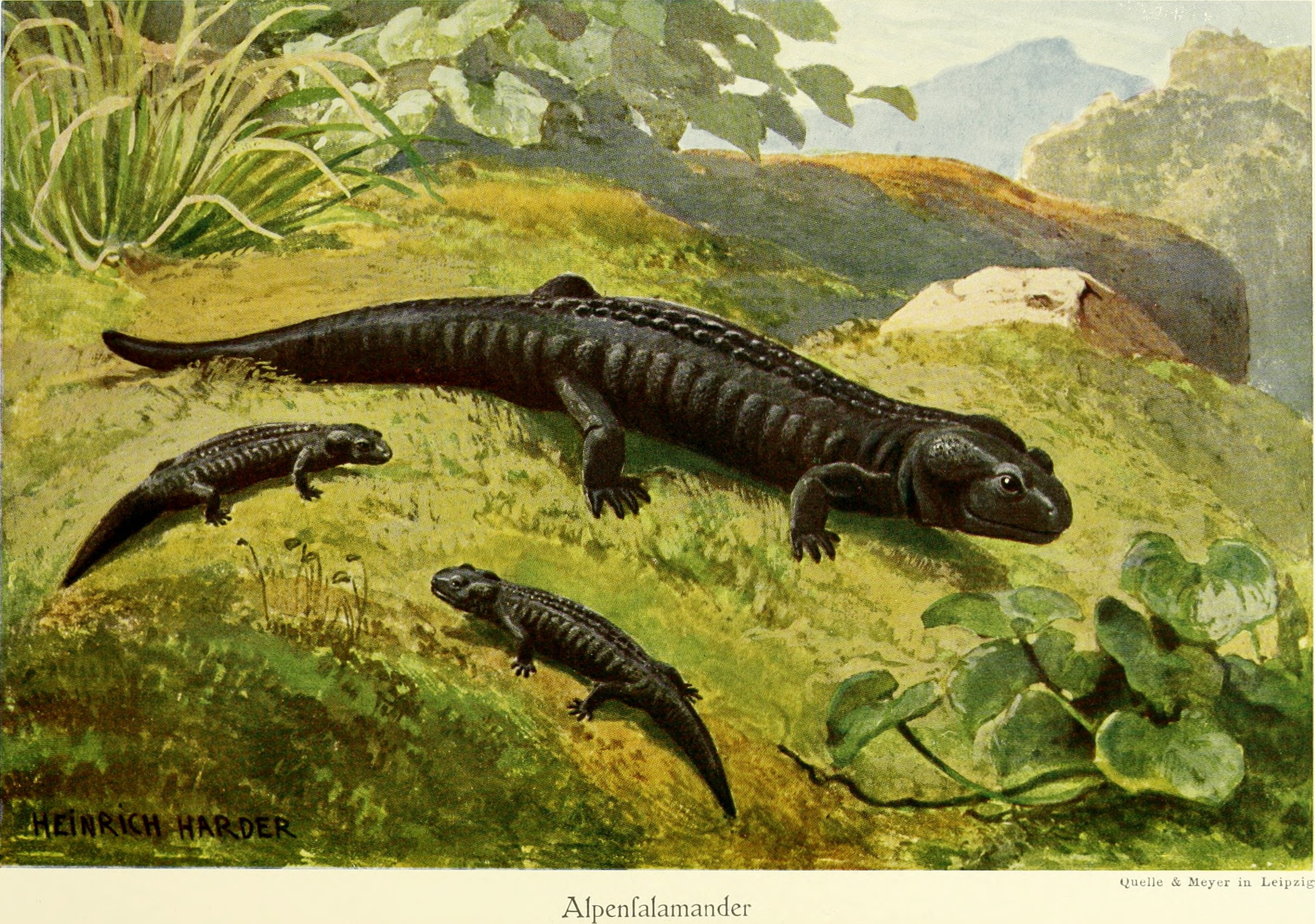
Historické vyobrazení